# Tatsujiro Shimizu
Tatsujirō Shimizu (japonès: 清水 辰次郎, Shimizu Tatsujirō) (Tòquio, 7 d'abril de 1897 – Uji, 8 de novembre de 1992) va ser un matemàtic japonès.
Shimizu es va graduar en matemàtiques a la universitat de Tòquio el 1924, i va ser professor de les universitat de Tòquio (1924-1932 i 1961-1987), Osaka (1932-1949 i 1951-1961) i Kobe (1949-1951).
Entre 1926 i 1977 va publicar una cinquantena llarga d'articles científics. Són importants les seus treballs en dinàmica complexa i en el desenvolupament de la teoria de Nevanlinna.